# Сохачев
Соха́чев, або Сохачів (пол. Sochaczew) — місто в центральній Польщі, на річці Бзура. Адміністративний центр Сохачевського повіту Мазовецького воєводства.

## Демографія
Демографічна структура станом на 31 березня 2011 року:
|          | Загалом | Допрацездатний вік | Працездатний вік | Постпрацездатний вік |
| -------- | ------- | ------------------ | ---------------- | -------------------- |
| Чоловіки | 18146   | 3404               | 12882            | 1860                 |
| Жінки    | 19995   | 3295               | 12185            | 4515                 |
| Разом    | 38141   | 6699               | 25067            | 6375                 |

## Уродженці
- Яцек Гуґо-Бадер (пол. Jacek Hugo-Bader, 1957)  — польський журналіст, репортер, мандрівник.

## Цікаві факти
- У травні 2022 р. у місті-побратимі Городок Хмельницької області провулок Чернишевського перейменували на провулок Сохачевський.

## Світлини

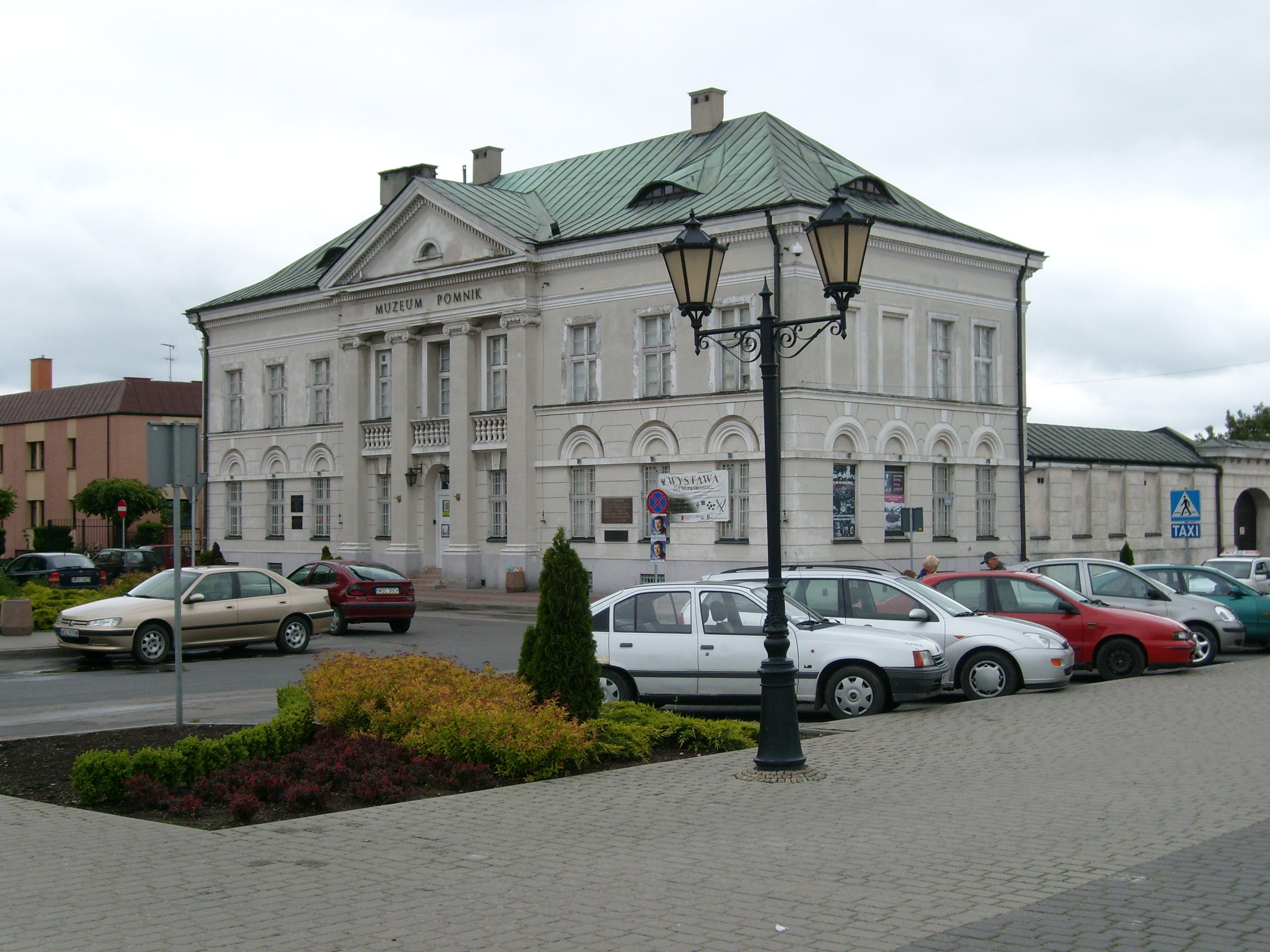
Міська Ратуша
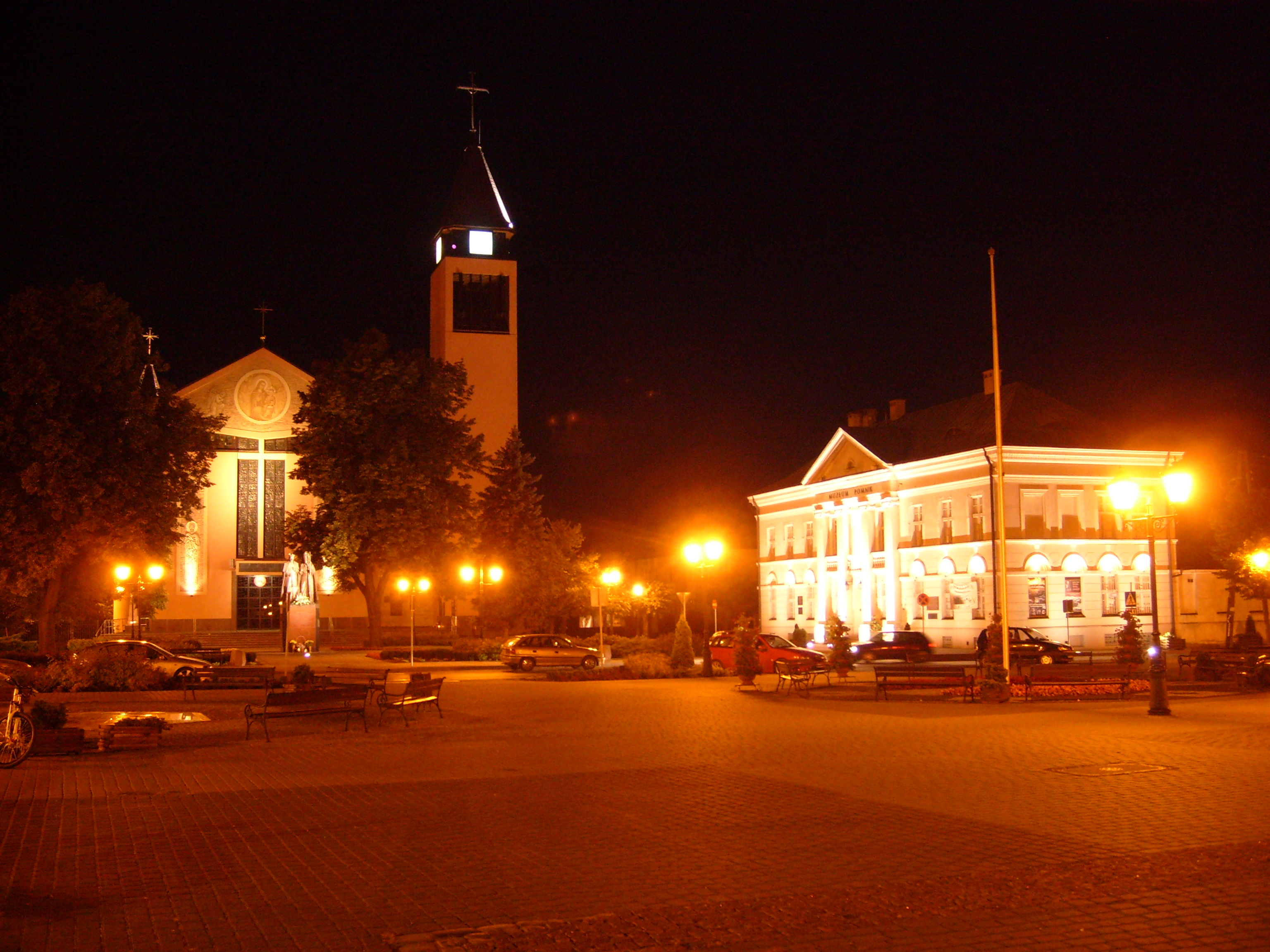
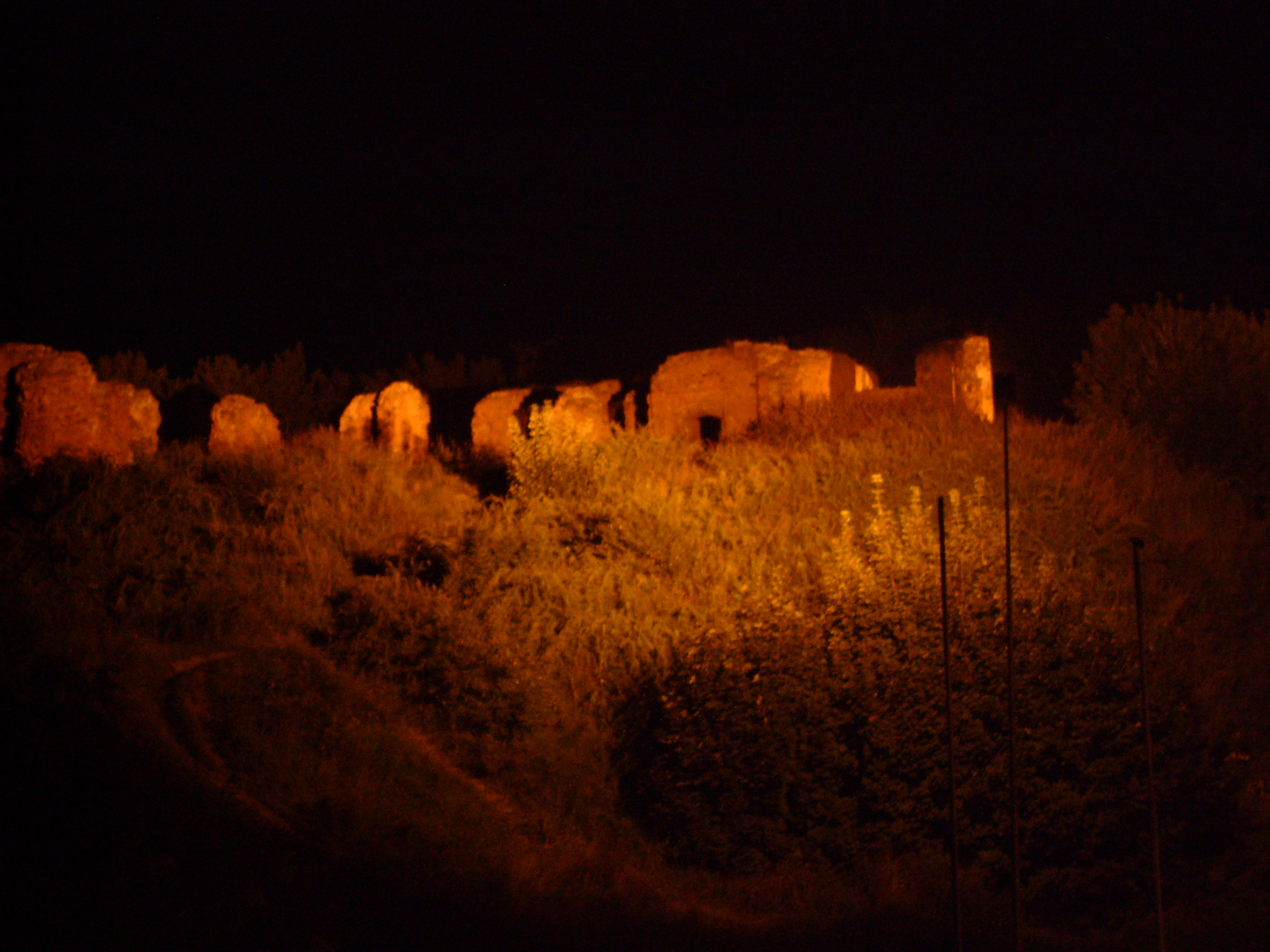
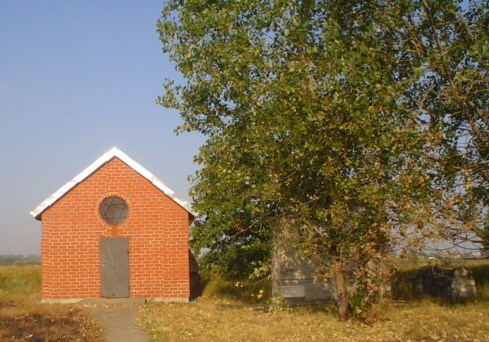